# Sluníčko
Sluníčko je český časopis pro předškolní děti ve věku 3 až 6 let, který v roce 1967 založil Zdeněk Adla. V časopise se objevují omalovánky, vystřihovánky, pohádky a různé zajímavosti.
Sluníčko vydávala Mladá fronta, od června 2016 jej vydává společnost CN Invest, dceřiná společnost Czech News Center.